# Ralph Rose
Ralph Rose (Healdsburg, Estats Units, 1885 - San Francisco, 1913) fou un atleta estatunidenc, que destacà entre la dècades del 1900 i del 1910.

## Biografia
Va néixer el 17 de març de 1885 a la ciutat de Healdsburg, població situada a l'estat de Califòrnia.
Va morir el 16 d'octubre de 1913 a la seva residència de San Francisco com a conseqüències d'unes febres tifoïdes als 28 anys.

## Carrera esportiva
Va participar, als 20 anys, en els Jocs Olímpics d'Estiu de 1904 realitzats a Saint Louis (Estats Units), on va aconseguir guanyar la medalla d'or en la prova de llançament de pes, on igualà el rècord del món amb un tir de 14.81 metres, la medalla de plata en la prova de llançament de disc, on igualà el rècord olímpic amb un tir de 39.28 metres, i la medalla de bronze en la prova de llançament de martell. Així mateix també participà en la prova de llançament de pes de 56 lliures, on finalitzà sisè.
En els Jocs Olímpics d'Estiu de 1908 celebrats a Londres (Regne Unit) fou l'abanderat del seu país en la cerimònia inaugural, i aconseguí revalidar la medalla d'or en la prova de llançament de pes. Així mateix finalitzà cinquè en la prova olímpica del joc d'estirar la corda.
En els Jocs Olímpics d'Estiu de 1912 celebrats a Estocolm (Suècia) va aconseguir guanyar una nova medalla d'or en el llançament de pes a dues mans i la medalla de plata en la prova de llançament de pes. Així mateix participà en la prova de llançament de martell, on finalitzà vuitè, i en el llançament de disc, on finalitzà onzè.